# RCW 59
RCW 59 è una debole nebulosa a emissione visibile nella costellazione australe del Centauro.
Si osserva nella parte sudorientale della costellazione, presso il confine con la Carena, sul bordo settentrionale della brillante regione dell'Arco della Carena, facente parte del Braccio del Sagittario; si tratta di una nebulosa debolissima e molto estesa, di difficile individuazione anche nelle foto più sensibili. La sua declinazione è fortemente australe e ciò comporta che dalle regioni boreali la sua osservazione sia possibile solo a partire dalle regioni temperate più meridionali; dall'emisfero australe invece è osservabile per quasi tutte le notti dell'anno e risulta persino circumpolare dalle latitudini temperate. Il periodo migliore per la sua osservazione nel cielo serale è compreso fra i mesi di febbraio e giugno.
RCW 59 si presenta come una serie di grandi filamenti disposti ad arco, con la concavità tendente verso sud; giace ad un'elevata latitudine galattica e pare essere la prosecuzione dei grandi archi nebulosi della più brillante nube RCW 54, visibile sul piano galattico poco ad ovest della Nebulosa della Carena e connessa alla brillante associazione OB Carina OB2. Secondo alcuni studi, la velocità radiale dei filamenti di RCW 59 farebbe pensare che sia fisicamente connessa a RCW 54. Uno studio del 2008 che analizza le emissioni nelle onde radio e Hα delle regioni nebulose australi tende a riconsiderare completamente la natura di quest'oggetto, indicandolo come un resto di supernova; a supporto di questa tesi, oltre che la forma a superbolla, vi è anche l'analisi dello spettro del gas. Oltre a ciò, sul bordo nordoccidentale di questa nube è nota una pulsar (J1132-5627), anche se non è accertata la connessione reale con RCW 59.